# Marcus Aemilius Lepidus (consul in 232 en 220 v.Chr.)
Marcus Aemilius Lepidus (Latijn: M. Aemilius M. f. M. n. Lepidus; - 216 v.Chr.) was waarschijnlijk een kleinzoon van Marcus Aemilius Lepidus (consul in 285 v.Chr.), een augur en tweemaal consul in 232 en 221/220 v.Chr.
Zijn eerste consulaat was in 232 v.Chr., toen de lex Flaminia agraria van Gaius Flaminius Nepos werd goedgekeurd.
Maar de datering van zijn tweede consulaat is onzeker. Het is gesuggereerd dat hij consul suffectus was in 221 of 220 v.Chr.
Hij stierf in het jaar van de slag bij Cannae (216 v.Chr.); zijn drie zonen (Marcus Aemilius Lepidus (praetor in 218 v.Chr.), Lucius Aemilius Lepidus, Quintus Aemilius Lepidus) hielden ter ere van hem begrafenisspelen (munera) die drie dagen lang duurden en waarbij tweeëntwintig paar gladiatoren op het Forum Romanum vochten.